# Мороз, Олег Романович
Оле́г Рома́нович Моро́з (укр. Олег Романович Мороз; 8 июня 1993, Николаев, Украина — 10 июня 2022) — сержант Вооружённых сил Украины, участник российско-украинской войны, Герой Украины (2022)

## Биография
Родился 8 июня 1993 года в городе Николаеве.
В 2013 году начал военную службу в составе 79-й отдельной десантно-штурмовой бригады.
Участвовал в российско-украинской войне с 2014 года. В октябре 2014 года участвовал в боях за Донецкий аэропорт.

### Вторжение России в Украину
По информации украинских СМИ, в ходе российского вторжения в 2022 году Олег Морозов с помощью грузовика, начинённого взрывчаткой, для препятствия продвижению российских войск подорвал автомобильный мост через Северский Донец. 10 марта 2022 года за эту операцию президент Украины Владимир Зеленский присвоил Морозу звание Героя Украины.
Погиб в бою под Славянском. Похоронен 24 июня 2022 года на Лычаковском кладбище во Львове.

## Награды
- звание «Герой Украины» с присвоением ордена «Золотая Звезда» (2022) — за личное мужество и героизм, проявленные в защите государственного суверенитета и территориальной целостности Украины, верность военной присяге.
- Орден «За мужество» (1 июля 2022, посмертно)